# Beaufort (Savoie)
Beaufort (auch: Beaufort-sur-Doron) ist eine französische Gemeinde mit 1.994 Einwohnern (Stand: 1. Januar 2022) im Département Savoie in der Region Auvergne-Rhône-Alpes. Sie gehört zum Kanton Ugine im Arrondissement Albertville. Die Einwohner werden Beaufortains genannt.

## Geographie
Beaufort liegt im Beaufortain-Massiv – dem südlichen der Mont-Blanc-Gruppe – am Fluss Doron. Umgeben wird Beaufort von den Nachbargemeinden Hauteluce im Norden, Les Contamines-Montjoie im Nordosten, Bourg-Saint-Maurice im Osten, Les Chapelles und La Plagne Tarentaise im Südosten, Aime-la-Plagne im Süden, La Léchère, Cevins, La Bâthie und Tours-en-Savoie im Südwesten sowie Queige und Villard-sur-Doron im Westen.
Zur Gemeinde gehören die kleinen Ortschaften Ladray und Aréche(s).

## Bevölkerung
| Jahr                       | 1800 | 1838 | 1866 | 1901 | 1921 | 1946 | 1962 | 1968 | 1975 | 1982 | 1990 | 1999 | 2006 | 2011 |
| Einwohner                  | 3168 | 3052 | 2462 | 2235 | 2030 | 2029 | 2623 | 2072 | 1913 | 1966 | 1996 | 1985 | 2196 | 2163 |
| Quellen: Cassini und INSEE |      |      |      |      |      |      |      |      |      |      |      |      |      |      |

## Sehenswürdigkeiten

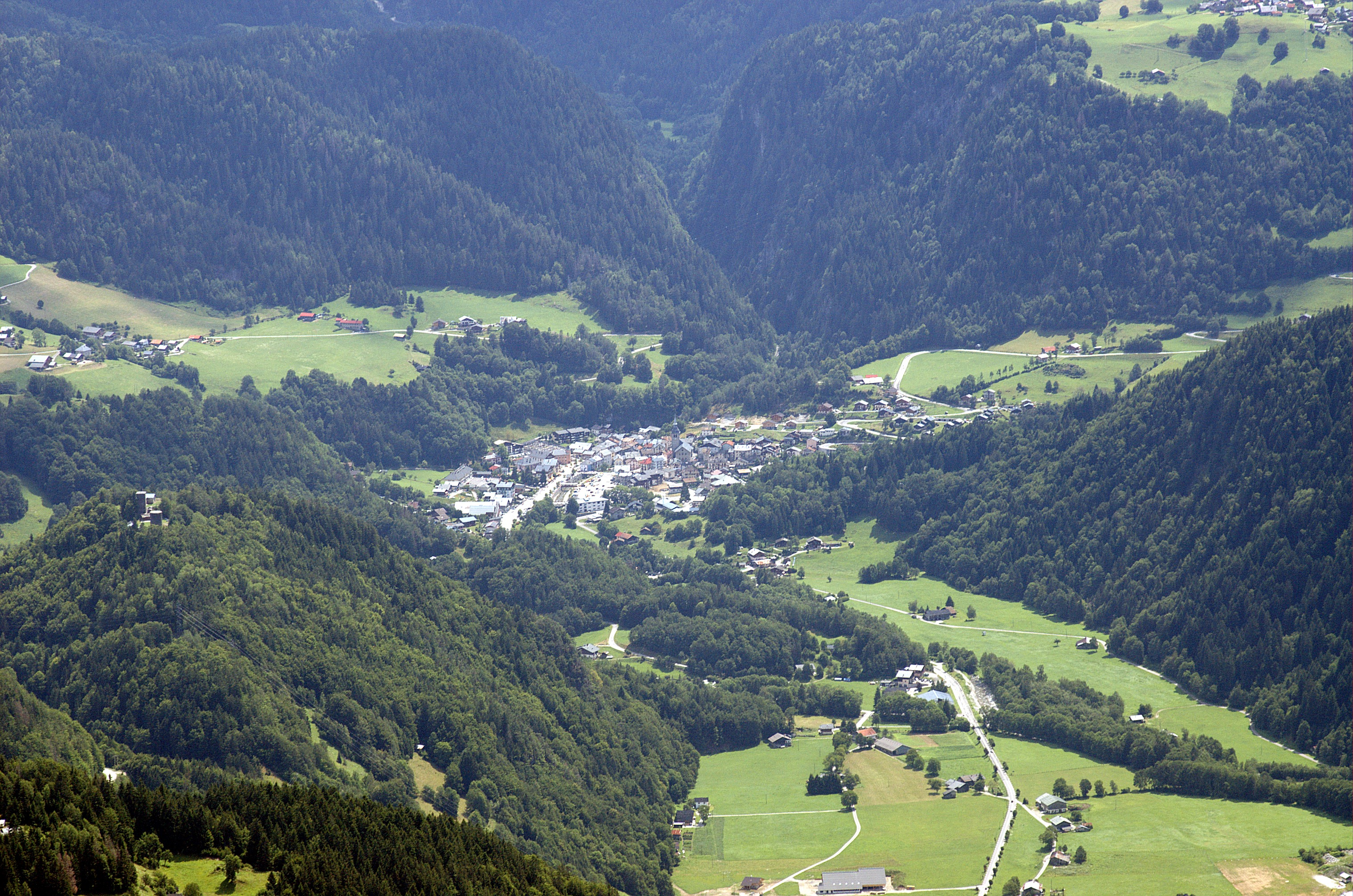
Luftbild

- Kapelle Roselend aus dem 20. Jahrhundert
- Schloss Beaufort, alte Burganlage aus dem 11. Jahrhundert oberhalb des Zusammenflusses von Doron und Dorinet
- Schloss Outards, Burganlage von 1297, ursprünglich wohl auch aus dem 11. Jahrhundert,
- Schloss La Grand Salle, Burganlage aus dem 13. Jahrhundert
- Schloss Randens aus dem 15. Jahrhundert, heute Teil der Gemeindeverwaltung
- Roselend-Talsperre aus den Jahren 1960/61

## Persönlichkeiten
- Marcel Perrier (1933–2017), Bischof von Pamiers
- Delphyne Peretto (* 1982), Biathletin

## Gemeindepartnerschaft
Mit der italienischen Gemeinde Albosaggia in der Provinz Sondrio (Lombardei) besteht seit 2003 eine Partnerschaft.